# Tein Troost
Tein Troost (Breda, 15 januari 2002) is een profvoetballer die als keeper speelt. Troost verruilde in 2023 Feyenoord (waar hij sinds 2017 speelde) voor NAC Breda, waar hij tot 2026 een contract heeft. Bij Feyenoord zat hij in de selectie toen de club landskampioen van Nederland werd in seizoen 2022/23.

## Erelijst
Feyenoord
Eredivisie: 2022/23
UEFA Europa Conference League: finalist 2021/22
 Nederland -17
Europees kampioenschap voetbal onder 17: 2019